# سكيبيو (يوتا)
سكيبيو (بالإنجليزية: Scipio, Utah)‏ هي بلدة تقع بولاية يوتا في الولايات المتحدة. تأسست عام 1859، تبلغ مساحتها 2.2 (كم²)، وترتفع عن سطح البحر 1620 م، بلغ عدد سكانها 326 نسمة في عام 2012 حسب إحصاء مكتب تعداد الولايات المتحدة وتصل الكثافة السكانية فيها 131.6 نسمة/كم2.

## التركيبة السكانية
حدّد مكتب تعداد الولايات المتحدة بيانات التركيبة السكانية لسكيبيو في تعداد الولايات المتحدة. في ما يلي، التركيبة السكانية حسب تعدادي 2000 و2010.

### تعداد عام 2000
بلغ عدد سكان سكيبيو 290 نسمة بحسب تعداد عام 2000، وبلغ عدد الأسر 112 أسرة وعدد العائلات 91 عائلة مقيمة في البلدة. في حين سجلت الكثافة السكانية 107.4 نسمة لكل كيلومتر مربع (278.2/ميل2). وبلغ عدد الوحدات السكنية 139 وحدة بمتوسط كثافة قدره 51.5 لكل كيلومتر مربع (133.4/ميل2).
وتوزع التركيب العرقي للبلدة بنسبة 97.59% من البيض و0.34% من الأمريكيين الأصليين و0.69% من الأعراق الأخرى و1.38% من عرقين مختلطين أو أكثر و3.79% من الهسبانيون أو اللاتينيون من أي عرق.
بلغ عدد الأسر 112 أسرة كانت نسبة 33% منها لديها أطفال تحت سن الثامنة عشر تعيش معهم، وبلغت نسبة الأزواج القاطنين مع بعضهم البعض 72.3% من أصل المجموع الكلي للأسر، ونسبة 6.2% من الأسر كان لديها معيلات من الإناث دون وجود شريك، بينما كانت نسبة 2.7% من الأسر لديها معيلون من الذكور دون وجود شريكة وكانت نسبة 18.8% من غير العائلات. تألفت نسبة 18.8% من أصل جميع الأسر من عدة أفراد يعيشون في نفس المنزل ونسبة 13.4% كانت تتألف من شخص يعيش بمفرده يبلغ من العمر 65 عاماً أو أكثر. وبلغ متوسط حجم الأسرة المعيشية 2.59، أما متوسط حجم العائلات فبلغ 2.95.
بلغ العمر الوسطي للسكان 46.5 عاماً. وكانت نسبة 24.8% من القاطنين تحت سن الثامنة عشر، وكانت نسبة 8.6% بين الثامنة عشر والرابعة والعشرين عاماً، ونسبة 14.8% كانت واقعةً في الفئة العمرية ما بين الخامسة والعشرين والرابعة والأربعين عاماً، ونسبة 24.5% كانت ما بين الخامسة والأربعين والرابعة والستين، ونسبة 27.2% كانت ضمن فئة الخامسة والستين عاماً فما فوق. يوجد لكل 100 أنثى 105.7 ذكر، ويوجد لكل 100 أنثى في الثامنة عشر من عمرها فما فوق 105.7 ذكر.
بلغ متوسط دخل الأسرة في البلدة 30,227 دولارًا، أما متوسط دخل العائلة فبلغ 35,625 دولارًا. وكان متوسط دخل الذكور 30,714 دولارًا مقابل 13,750 دولارًا للإناث. وسجل دخل الفرد الخاص بالبلدة 14,003 دولارًا. وكانت نسبة 0% من العائلات ونسبة 1.7% من السكان تحت خط الفقر، وكان من هؤلاء نسبة 0% تحت سن الثامنة عشر ونسبة 1.3% في الخامسة والستين من العمر وما فوق.

### تعداد عام 2010
بلغ عدد سكان سكيبيو 327 نسمة بحسب تعداد عام 2010، وبلغ عدد الأسر 120 أسرة وعدد العائلات 95 عائلة مقيمة في البلدة. في حين سجلت الكثافة السكانية 121.1 نسمة لكل كيلومتر مربع (313.6/ميل2). وبلغ عدد الوحدات السكنية 156 وحدة بمتوسط كثافة قدره 57.8 لكل كيلومتر مربع (149.7/ميل2).
وتوزع التركيب العرقي للبلدة بنسبة 98.47% من البيض و0.31% من الأعراق الأخرى و1.22% من عرقين مختلطين أو أكثر و1.22% من الهسبانيون أو اللاتينيون من أي عرق.
بلغ عدد الأسر 120 أسرة كانت نسبة 35% منها لديها أطفال تحت سن الثامنة عشر تعيش معهم، وبلغت نسبة الأزواج القاطنين مع بعضهم البعض 75.8% من أصل المجموع الكلي للأسر، ونسبة 1.7% من الأسر كان لديها معيلات من الإناث دون وجود شريك، بينما كانت نسبة 1.7% من الأسر لديها معيلون من الذكور دون وجود شريكة وكانت نسبة 20.8% من غير العائلات. تألفت نسبة 17.5% من أصل جميع الأسر من عدة أفراد يعيشون في نفس المنزل ونسبة 13.3% كانت تتألف من شخص يعيش بمفرده يبلغ من العمر 65 عاماً أو أكثر. وبلغ متوسط حجم الأسرة المعيشية 2.73، أما متوسط حجم العائلات فبلغ 3.04.
بلغ العمر الوسطي للسكان 34.6 عاماً. وكانت نسبة 29.4% من القاطنين تحت سن الثامنة عشر، وكانت نسبة 6.7% بين الثامنة عشر والرابعة والعشرين عاماً، ونسبة 22% كانت واقعةً في الفئة العمرية ما بين الخامسة والعشرين والرابعة والأربعين عاماً، ونسبة 19.3% كانت ما بين الخامسة والأربعين والرابعة والستين، ونسبة 22.6% كانت ضمن فئة الخامسة والستين عاماً فما فوق. وتوزع التركيب الجنسي للسكان بنسبة 45.9% ذكور و54.1% إناث.

## وصلات خارجية
- The US50 - Cities and Towns in Utah State
- Utah Cities and Towns, Facts, Map, Flag, Colleges, Government, and More